# Stronnictwo Chrześcijańsko-Narodowe
Stronnictwo Chrześcijańsko-Narodowe (SChN) – konserwatywna partia polityczna powstała 7 czerwca 1925 na mocy układu zjednoczeniowego Stronnictwa Chrześcijańsko-Narodowego (do 1922 r. Narodowo-Chrześcijańskie Stronnictwo Ludowe), które miało wpływy głównie w Małopolsce Wschodniej i byłym Królestwie Polskim, oraz Chrześcijańsko-Narodowego Stronnictwa Rolniczego, które działało w Wielkopolsce i na Pomorzu. Obie partie współpracowały w parlamencie już od 1922, jako Klub Chrześcijańsko-Narodowy. Prezesem partii został Tadeusz Szułdrzyński (ChNSR), a przewodniczącym zarządu głównego Stanisław Wincenty Kasznica (NChSL). Po zjednoczeniu ugrupowanie objęło swą działalnością teren całego kraju.
11 grudnia 1925 do partii przyłączyło się Stronnictwo Zachowawcze. Od tej decyzji odcięli się założyciele SZ, którzy uważali połączenie za unicestwienie partii. Dzięki tej fuzji SChN uzyskało wpływy również w Małopolsce i stało się jedyną partią skupiającą ziemiaństwo w Polsce.

## Założenia programowe Stronnictwa
SChN była największa partią konserwatywną w II Rzeczypospolitej. Jej program zawierał elementy nacjonalistyczne. Działacze stronnictwa byli wielkimi przeciwnikami socjalizmu, który według nich sprzeciwiał się Bogu, ojczyźnie, jak również i prawu własności; najbardziej potępiali komunistów, wobec których postulowali zastosowanie ustaw wyjątkowych.
Senat w wizji SChN powinien składać się z przedstawicieli różnych instytucji i korporacji. Stronnictwo postulowało również zmniejszenie reprezentacji mniejszości narodowych w parlamencie.
Wobec kryzysu demokracji parlamentarnej w 1925 odrodziły się koncepcje monarchistyczne w Polsce. Poglądy takie pojawiły się również w wśród działaczy SChN. 28 lutego 1926 odbyło się posiedzenie Zarządu Głównego SChN, na którym włączono do programu partii postulaty wprowadzenie w Polsce dziedzicznej monarchii. W tym czasie powstawało wiele organizacji monarchistycznych, w szeregi których wstępowali działacze SChN na przykład w lutym 1926 powstało Zjednoczenie Monarchistów Polskich, którego przewodniczącym został Stefan Dąbrowski.

## Przewrót majowy
Po przewrocie majowym SChN wahało się, czy poprzeć Piłsudskiego czy potępić. Wątpliwości powodowała "nowela sierpniowa", która współgrała z poglądami konserwatystów. Na początku 1927 przedstawiciele SChN toczyli rozmowy na temat powołania Komitetu Zachowawczego, który przedstawiłby wspólną taktykę, wobec rządu, trzech partii konserwatywnych: oprócz SChN, SPN i POZPP. Po kolejnych rozmowach w grudniu 1927 powstał Komitet Zachowawczy, do którego z ramienia SChN wszedł Adam Żółtowski. Wynikiem współpracy konserwatystów w ramach komitetu było utworzenie Bezpartyjnego Bloku Współpracy z Rządem, co spotkało się z dezaprobatą Stronnictwa, które skrytykowało Komitet za odejście od idei konserwatywnych i ostatecznie postanowiło podjąć współpracę z Dmowskim. Jednak część działaczy SChN popierała działania Komitetu i opowiedziała się za sanacją, dlatego postanowiła dokonać rozłamu i 21 stycznia 1928 roku założyła Chrześcijańskie Stronnictwo Rolnicze.

## Główni działacze i politycy SChN
- Tadeusz Cieński
- Edward Dubanowicz
- Stanisław Kasznica
- Zygmunt Leszczyński
- Stanisław Stroński
- Tadeusz Szułdrzyński
- Adam Żółtowski